# 앨소프 자작 루이 스펜서
앨소프 자작 루이 프레드릭 존 스펜서(Louis Frederick John Spencer, Viscount Althorp, 1994년 3월 14일 ~ )은 영국의 귀족이자 장남이자 제9대 스펜서 백작 찰스 스펜서의 후계자이다. 그는 웨일스 공비 다이애나의 조카이며, 웨일스 공 윌리엄과 서식스 공작 해리의 외사촌이다.